# Mai Thi Nguyen-Kim
Mai Thi Nguyen-Kim (provdaná Leiendecker, narozená 7. srpna 1987 v Heppenheimu) je německá chemička, vědecká novinářka, televizní moderátorka, autorka a youtuberka.

## Životopis
Nguyen Kim, jejíž rodiče pocházejí z Vietnamu (její otec je též chemik), absolvovala v roce 2006 gymnázium v Hemsbachu v Bádensku-Württembersku. V letech 2006 až 2012 studovala chemii na Univerzitě Johannese Gutenberga v Mohuči a na Massachusettském technologickém institutu. Od roku 2012 působila jako doktorandka na Rýnsko-westfálské technické univerzitě v Cáchách, na Harvardově univerzitě a na Fraunhoferském institutu pro aplikovaný výzkum polymerů v Postupimi. V roce 2017 získala za práci o fyzikálních hydrogelech na bázi polyuretanu doktorát na Postupimské univerzitě. Nguyen-Kim je vdaná za Matthiase Leiendeckera a má dceru narozenou v roce 2020.

## Propagace vědy na YouTube a v televizi

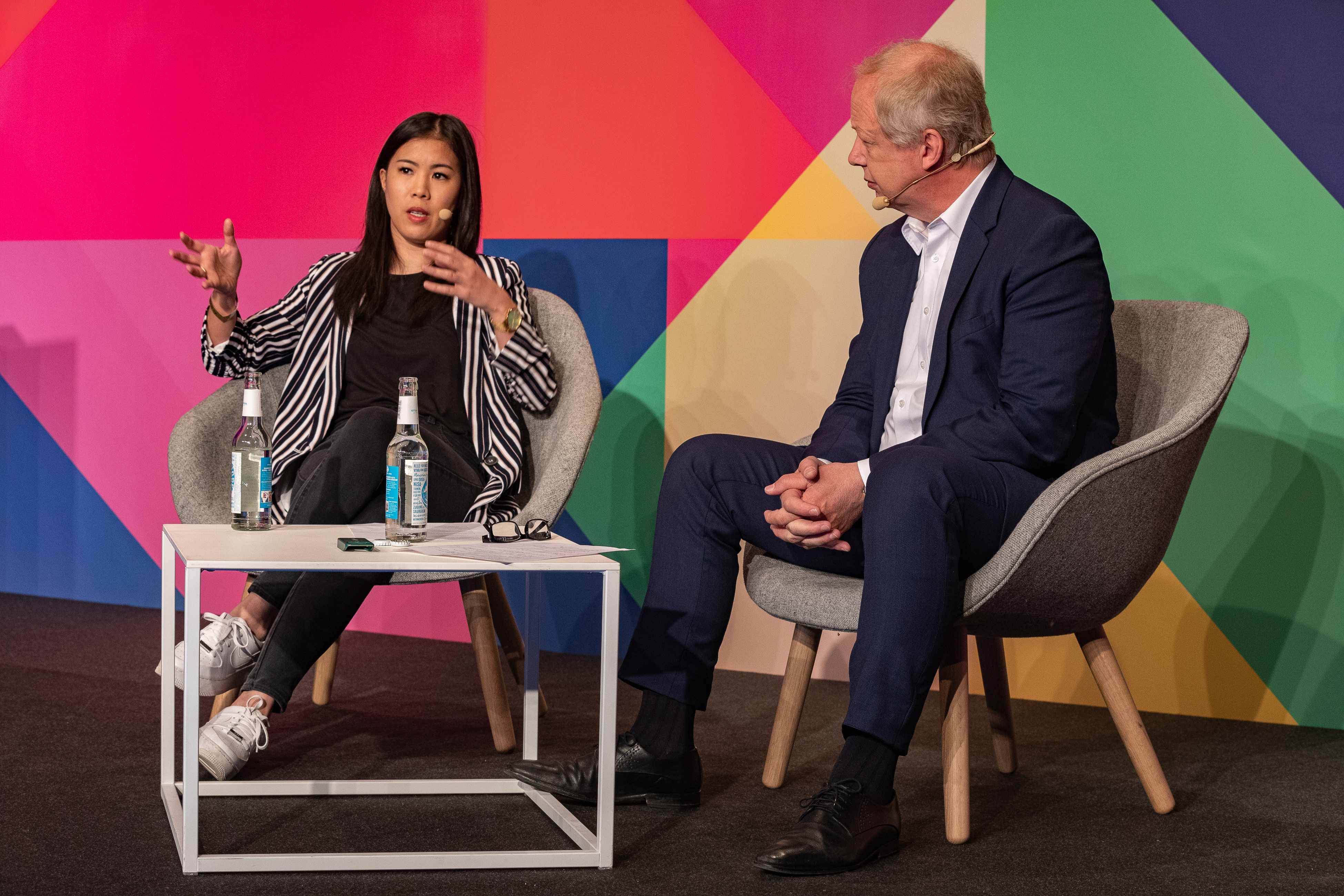
Nguyen-Kim s Tomem Buhrowem na kongresu Media Convention v Berlíně 2019

V roce 2015 spustila Nguyen Kim YouTube kanál The Secret Life Of Scientists (Tajný život vědců), jehož cílem bylo zprostředkovat mladým lidem vědecká témata. V říjnu 2016 k tomu přibyl další kanál nazvaný schönschlau, který společně financují německé veřejnoprávní rozhlasové stanice ARD a ZDF. Váš kanál schönschlau byl v roce 2018 přejmenován na maiLab a začátkem dubna 2020 měl téměř 700 000 odběratelů.
Nguyen-Kim občas také moderovala kanál Auf Klo a chemická učební videa.
Je také moderátorkou projektu Die Debatte (Debata) obecně prospěšné společnosti Wissenschaft im Dialog (Věda v dialogu) a patří společně s Haraldem Leschem a Philipem Häusserem do týmu online videosérie Terra X Lesch & Co. Od začátku května 2018 moderuje televizní program Quarks stanice WDR.
Začátkem dubna 2020 dosáhl MaiLab více než 4 miliony zhlédnutí za čtyři dny videem o pandemii koronavirus a byl v době číslo 1 trendů YouTube v Německu, je to nejúspěšnější video na kanálu YouTube. 7. dubna 2020 hovořila s komentářem Tagesthemen společnosti ARD ke stejnému tématu. V polovině dubna analyzovala komunikaci známých virologů v dalším videu. Toto video také vstoupilo do trendů YouTube v Německu a během týdne dosáhlo téměř 2 milionů zhlédnutí (k 27. dubnu 2020). Nguyen-Kim je od té doby hostem v různých jiných mediálních formátech, včetně německých televizních talk show. Na konci května 2020 v rozhovoru s Deutsche Presse-Agentur GmbH vyzvala k větší literární a mediální gramotnosti a kritizovala konspirační teorie o pandemii koronavirus. Ona také vidí nedostatky v přírodních vědách a vědecké práci ve všeobecném vzdělávání. Je také aktivistkou podpory pro Scientists for Future. Vědecký novinář se od dubna 2021 věnuje výhradně řadě formátů ZDF. Debutuje třídílnou sérií Terra X „Wunderwelt Chemie“, která bude na ZDF vysílána od 10. října 2021. Tři epizody Die Bausteine der Natur, Die Magie der Verwandlung a Die Elemente des Lebens byly natočeny převážně v historické laboratoři Liebigova muzea v Giessenu. V těchto epizodách se mimo jiné stýká v krátkých scénách s chemiky z historie Německa, které ztvárňují herci. Od 24. října 2021 bude Mai Thi Nguyen-Kim uvádět show ZDFneo MAITHINK X – Die Show.

## Publikace
- Komisch, alles chemisch! (Trapný, všechno je chemie) Droemer Verlag, Mnichov 2019, ISBN 978-3-426-27767-6 .

## Ocenění
- 2012: Třetí místo na konferenci Falling Walls (Padající zdi) v Berlíně za prezentaci Breaking the Wall of the Human Cell (Stržení zdi lidské buňky)[27]
- 2014: Výhra ve vědecké show Science slam v Cáchách a Bochumu[28][29]
- 2014: Přednáška na berlínské konferenci TED jako vítěz soutěže Spotlight@TEDxBerlin[30]
- 2015: Vítěz kolínské show Bullshit Slam s prezentací na téma změny klimatu[31]
- 2016: První místo v kategorii Scitainment s článkem Trust me, I’m a Scientist (Věř mi, jsem vědec) webové videosoutěže Forward Science 2016 (Věda vpřed 2016) pořádané společností Věda v dialogu a Nadací pro německou vědu.[32][33]
- 2018: Internetová publicistická cena Grimme Online Award v kategorii Znalosti a vzdělávání a také Cena diváků Grimme Online Award[34][35]
- 2018: Cena Georga von Holtzbrincka za vědeckou žurnalistiku[36]
- 2018: První místo ve Fast Forward Science v kategorii Substanz, první místo v Ceně komunity a cena Webvideo Excellence[37]
- 2018: Cena Web Video Award pro Německo[38]
- 2018: Novinář roku 2018 v kategorii Věda, kterou uděluje Medium Magazin[39]
- 2019: Cena Hannse Joachima Friedricha Preise za televizní novinařinu[40]
- 2019: Nominace na digitální cenu Goldene Kamera v kategorii Best of Information[41]
- 2020: Vítěz ceny Heinz Oberhummer za vědeckou komunikaci[42][43]
- 2020: Vítěz digitální ceny Goldene Kamera 2020 v kategorii Best of Information[44]